# Калуцкая, Наталья
Наталья Калуцкая (пол. Natalia Kałucka; род. 25 декабря 2001, Тарнув) — польская спортсменка, специализирующаяся в спортивном скалолазании в лазании на скорость. Чемпионка мира 2021 года и чемпионка Европы 2024 года в лазании на скорость.

## Биография
Наталья Калуцкая родилась 25 декабря 2001 года в Тарнуве. Её сестра-близнец — Александра Калуцкая, как и Наталья, специализируется в лазании на скорость. Близнецы родились недоношенными и обе остались слепыми на один глаз.

### Спортивная карьера
Впервые в скалолазании Наталья попробовала себя в 8 лет.
На международном уровне дебютировала в 2015 году, выступив на Кубке Европы среди юниоров в домашнем Тарнуве с 14-м результатом в лазании на скорость. В 2016 году там же берёт серебро.
В 2018 году на Кубке Европы среди юниоров в лазании на скорость на этапах в Вуароне и Болонье Наталья выигрывает золото, в Медзоломбардо становится второй. На юниорских чемпионате Европы в Имсте и чемпионате мира в Москве завоёвывает золотые награды в лазании на скорость. В этом же году дебютирует на Кубке мира в Шамони, занимая в лазании на скорость 20-е место, а в лазании на трудность 84-е.
В 2020 году на Кубке Европы среди юниоров в Тарнуве берёт серебро в лазании на скорость.
С 2021 года Калуцкая выступает на соревнованиях только в лазании на скорость.
На чемпионате мира 2021 года в Москве завоёвывает золото в лазании на скорость. На чемпионате мира среди студентов в Инсбруке заняла третье место.
В 2022 году на Кубке мира в Солт-Лейк-Сити берёт бронзу в дисциплине скорость. На Всемирных играх 2022 года становится второй. На чемпионате Европы в Мюнхене становится бронзовым призёром. На этапе Кубка Европы в домашнем Тарнуве занимает второе место. На этапах Кубка мира в Эдинбурге и Джакарте завоёвывает серебряные награды.
В 2023 на Кубке Европы становится второй в Тарнуве и Болонье. На Кубке мира в Сеуле и Уцзяне занимает вторые места, на этапе в Вилларе выигрывает золото. По итогу 2023 года на Кубке мира выигрывает зачёт в лазании на скорость.
На Кубке мира 2024 года серебряные награды забирает в Уцзяне и Шамони. На Олимпийские игры 2024 года Наталья не смогла отобраться. В сентябре 2024 года становится чемпионкой Европы в швейцарском Вилларе.
На Кубке мира 2025 года берёт серебро в Денвере в лазании на скорость.

## Результаты

### Чемпионаты мира
| Год  | Место проведения | Скорость | Трудность | Боулдеринг | Многоборье |
| ---- | ---------------- | -------- | --------- | ---------- | ---------- |
| 2018 | Инсбрук          | 10       | 75        | 92         | 36         |
| 2019 | Хатиодзи         | 10       | 74        | 61         | 39         |
| 2021 | Москва           | 1        | —         | —          | —          |
| 2023 | Берн             | 9        | —         | —          | —          |

### Чемпионаты Европы
| Год  | Место проведения  | Скорость | Трудность | Боулдеринг | Многоборье |
| ---- | ----------------- | -------- | --------- | ---------- | ---------- |
| 2019 | Закопане Эдинбург | 13       | 30        | 32         | —          |
| 2020 | Москва            | 5        | 23        | 21         | 12         |
| 2022 | Мюнхен            | 3        | —         | —          | —          |
| 2024 | Виллар            | 1        | —         | —          | —          |

### Кубок мира
| №  | Год  | Место проведения | Дисциплина          | Место |
| -- | ---- | ---------------- | ------------------- | ----- |
| 1. | 2022 | Солт-Лейк-Сити   | лазание на скорость | 3     |
| 2. | 2022 | Эдинбург         | лазание на скорость | 2     |
| 3. | 2022 | Джакарта         | лазание на скорость | 2     |
| 4. | 2023 | Сеул             | лазание на скорость | 2     |
| 5. | 2023 | Виллар           | лазание на скорость | 1     |
| 6. | 2023 | Уцзян            | лазание на скорость | 2     |
| 7. | 2024 | Уцзян            | лазание на скорость | 2     |
| 8. | 2024 | Шамони           | лазание на скорость | 2     |
| 9. | 2025 | Денвер           | лазание на скорость | 2     |

| Год  | Скорость | Трудность | Боулдеринг | Общий |
| ---- | -------- | --------- | ---------- | ----- |
| 2018 | 30       | —         | —          | —     |
| 2019 | 12       | —         | —          | 33    |
| 2021 | 5        | —         | —          | —     |
| 2022 | 3        | —         | —          | —     |
| 2023 | 1        | —         | —          | —     |
| 2024 | 2        | —         | —          | —     |